# Taku (geslacht)
Taku is een geslacht van kreeftachtigen uit de klasse van de Malacostraca (hogere kreeftachtigen).

## Soort
- Taku spinosocarinatus (Fukuda, 1909)